# Isaïe (Michel-Ange)
Le prophète Isaïe a été réalisé à fresque (365 x 380 cm) par Michel-Ange entre 1508 et 1510 environ et fait partie de la décoration du plafond de la chapelle Sixtine, dans les musées du Vatican à Rome, commandée par Jules II.

## Histoire

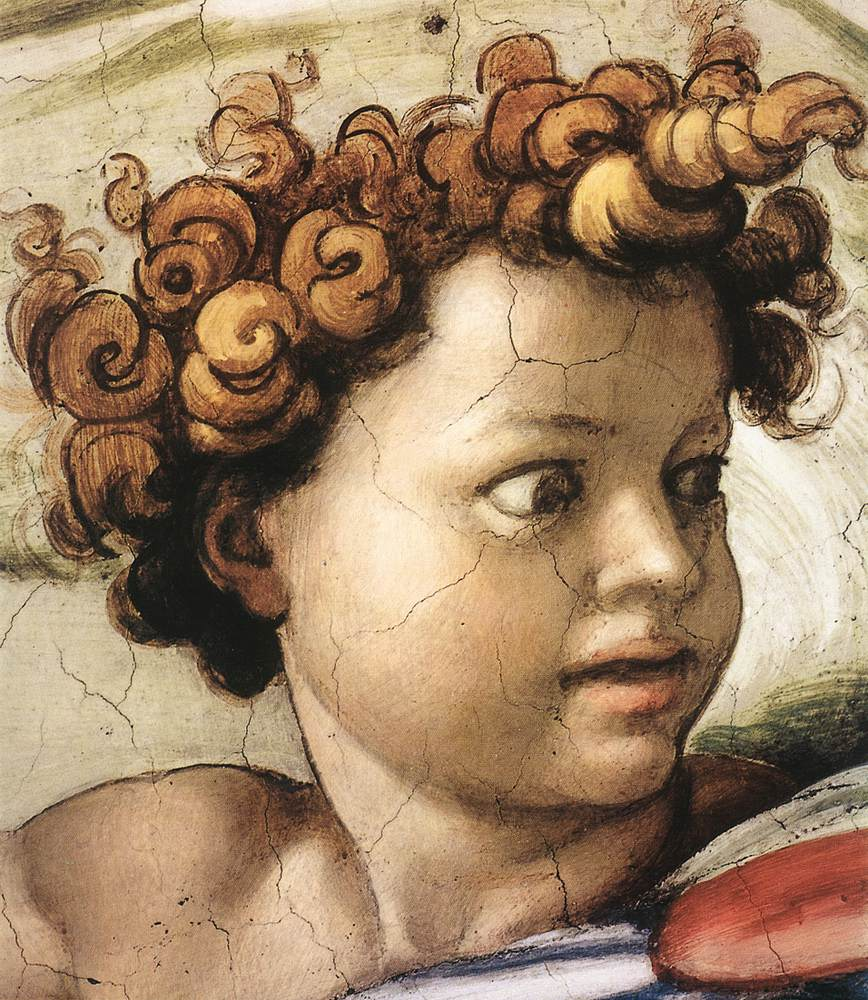
Détail

Michel-Ange a commencé à peindre les travées de la voûte en commençant près de la porte d'entrée utilisée lors des entrées solennelles du pontife et de son entourage dans la chapelle, pour terminer par la travée au-dessus de l'autel. Isaïe, qui se situe dans la troisième travée à partir de la porte, est l'une des figures de la première phase du chantier achevée en 1510.

## Description et style
Isaïe fait partie de la série des Voyants, placés sur de grands trônes architecturaux installés sur des pédicules. Chacun d'eux est flanqué d'un couple de jeunes assistants et se tient dans un grand siège de marbre, entre deux semelles avec de faux hauts-reliefs de putti disposés par paires, dans diverses positions. Leur nom est écrit (dans ce cas ESAIAS ) sur un cartouche tenu par un putto, situé sous la plate-forme à la base du trône.
Isaïe est montré comme s'il venait d'arrêter de lire le livre qu'il a placé sous son bras gauche tout en tenant toujours la page de la main droite. À la suite d'un appel du garçon bouclé derrière lui, il tourne la tête vers la gauche, avec une expression angoissée, mais sans regarder aucun point particulier. Il est animé par une tension entièrement intérieure, qui s'exprime par son front froncé et dans la torsion de ses membres, jusqu'aux pieds croisés. Le dynamisme est souligné par la courbe du manteau (bleu avec une doublure verte) soulevé par le vent, qui est reprise par les tissus flottants des deux assistants, vert et orange. Sa tunique est jaunâtre avec des reflets argentés irisés, avec une robe rosâtre superposée, maintenue à la taille par une bande blanche.
Les cheveux gris ont un extraordinaire effet de légèreté, obtenu grâce au recours au brun très foncé pour les contours et les ombres, et au noir mélangé au carbonate de calcium pour les mèches.

## Postérité
A l'occasion du quatrième centenaire de la mort de Michel-Ange, le 16 juin 1964, la Poste du Vatican a dédié un timbre de 25 lires à cette fresque.

## Galerie d'images

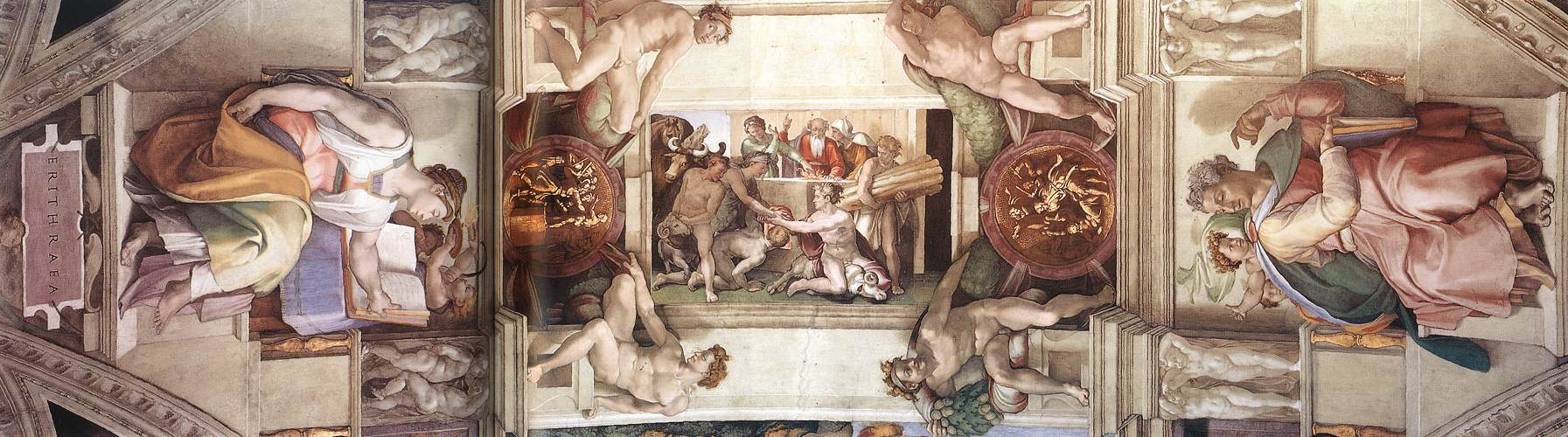
La troisième travée.
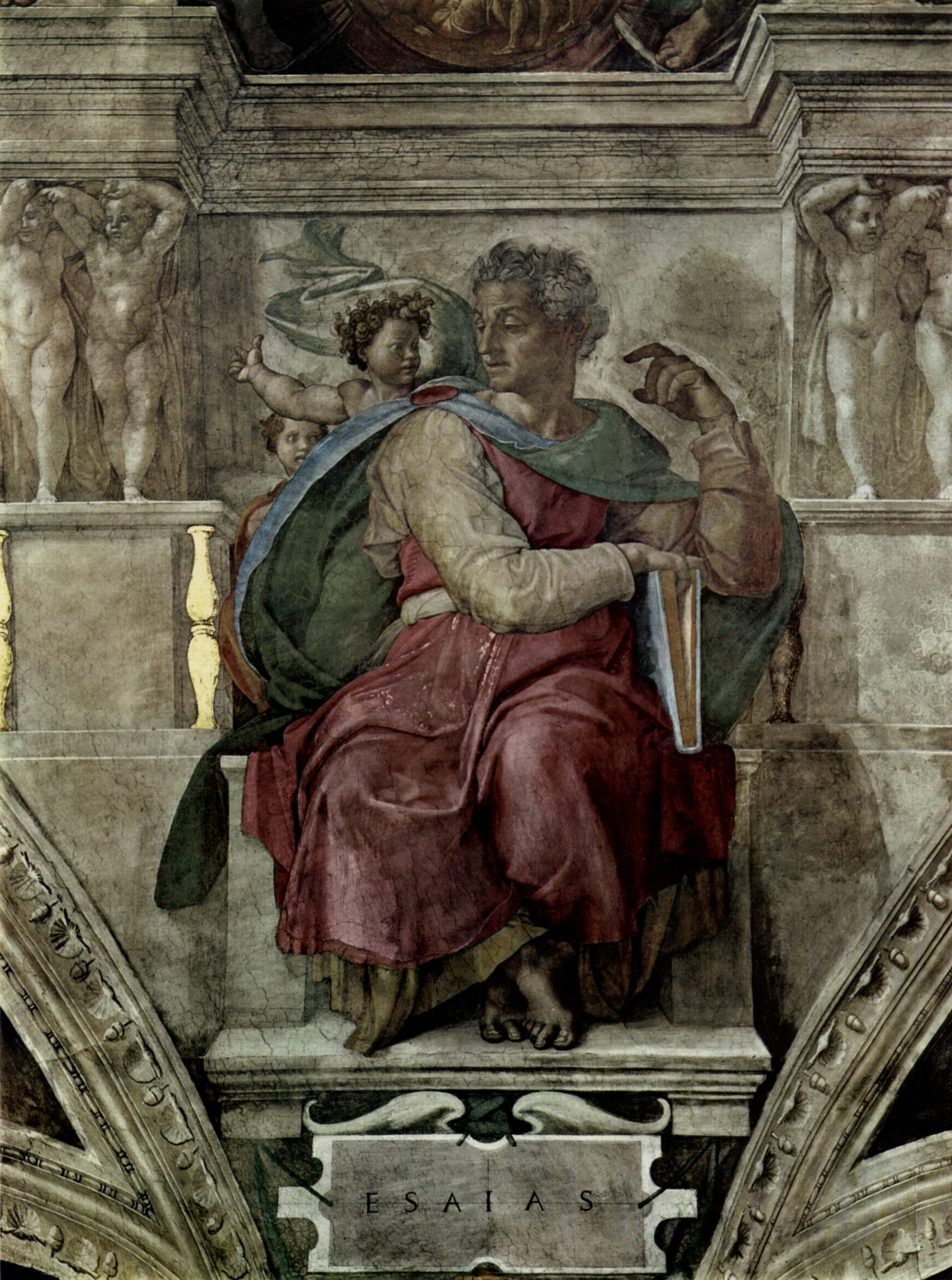
Ésaïe avant la restauration.